# Manuel Antonio de Jesús Alvarado
Manuel Antonio de Jesus Alvarado (1919-2011) fue un músico, director y educador de música nacido en Guatemala. Estudió armonía, composición y dirección de orquesta, habiéndose graduado como violonchelista del Conservatorio Nacional de Música y Artes Escénicas de Guatemala. Obtuvo un Master of Arts (M.A.) en educación musical (?) del Royal Manchester College of Music. En 1970 fundó la Sinfónica Juvenil de Guatemala, una orquesta que dirigió hasta su disolución en 2000. Recibió la Orden Francisco Marroquín del gobierno de Guatemala por su dedicación a la educación musical.